# Zhang Shengwen

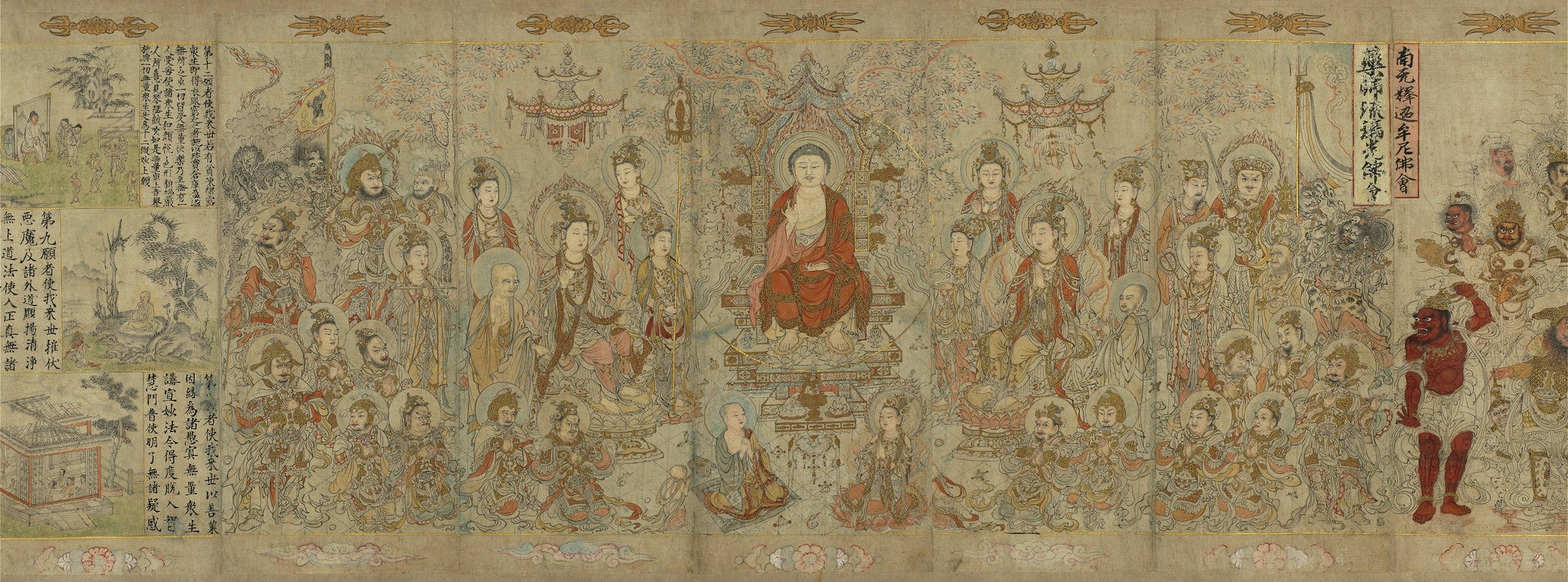
Zhang Shengwen, Volum de pintures budistes del Regne de Dali (fragment)

Fragment

Avís: Amb el nom Zhang Shengwen existeix una companyia xinesa de dansa.
Zhang Shengwen (xinès simplificat: 张胜温; xinès tradicional: 張勝溫; pinyin: Zhāng Shèngwēn) fou un pintor xinès que va viure al Regne de Dali (que tenia com a territori principal l'actual província de Yunnan i que, finalment, va ser conquerit per l'Imperi Mongol). La biografia de Zhang és força desconeguda, no es coneixen amb exactitud les dates del seu naixement ni de la seva mort. Se sap que fou actiu entre els anys 1163 i 1189. Com artista Zhang Shengwen és conegut pel volum de pintures budistes del Regne de Dali; una obra de 30,4 cm d'alçada per 16,655 metres de llarg.